# Crisilla basteriae
Crisilla basteriae is een slakkensoort uit de familie van de drijfhorens (Rissoidae). De wetenschappelijke naam van de soort werd, als Cingula basteriae, in 1986 voor het eerst geldig gepubliceerd door Robert Moolenbeek en Marien J. Faber. Deze soort komt voor in Europese wateren rond de Canarische Eilanden.